# آسافا پاول
آسافا پاول (به انگلیسی: Asafa Powell) (زادهٔ ۲۳ نوامبر ۱۹۸۲ در جامائیکا) دوندهٔ دو سرعت جامائیکایی و رکورددار سابق دو ۱۰۰ متر جهان با زمان ۹٫۷۴ ثانیه است.
پاول تاکنون بیش از سی بار صد متر را در کمتر از ده ثانیه دویده‌است.

وی پنج بار ۱۰۰ متر را زیر ۹٫۸۰ ثانیه دویده‌است (چهار بار ۹٫۷۷ و یک بار ۹٫۷۴ ثانیه).

## ویژگی‌های جسمی
- قد: ۱۸۸ سانتیمتر
- وزن: ۹۰ کیلوگرم